# تاريخ الكومنولث البولندي الليتواني (1764–1795)

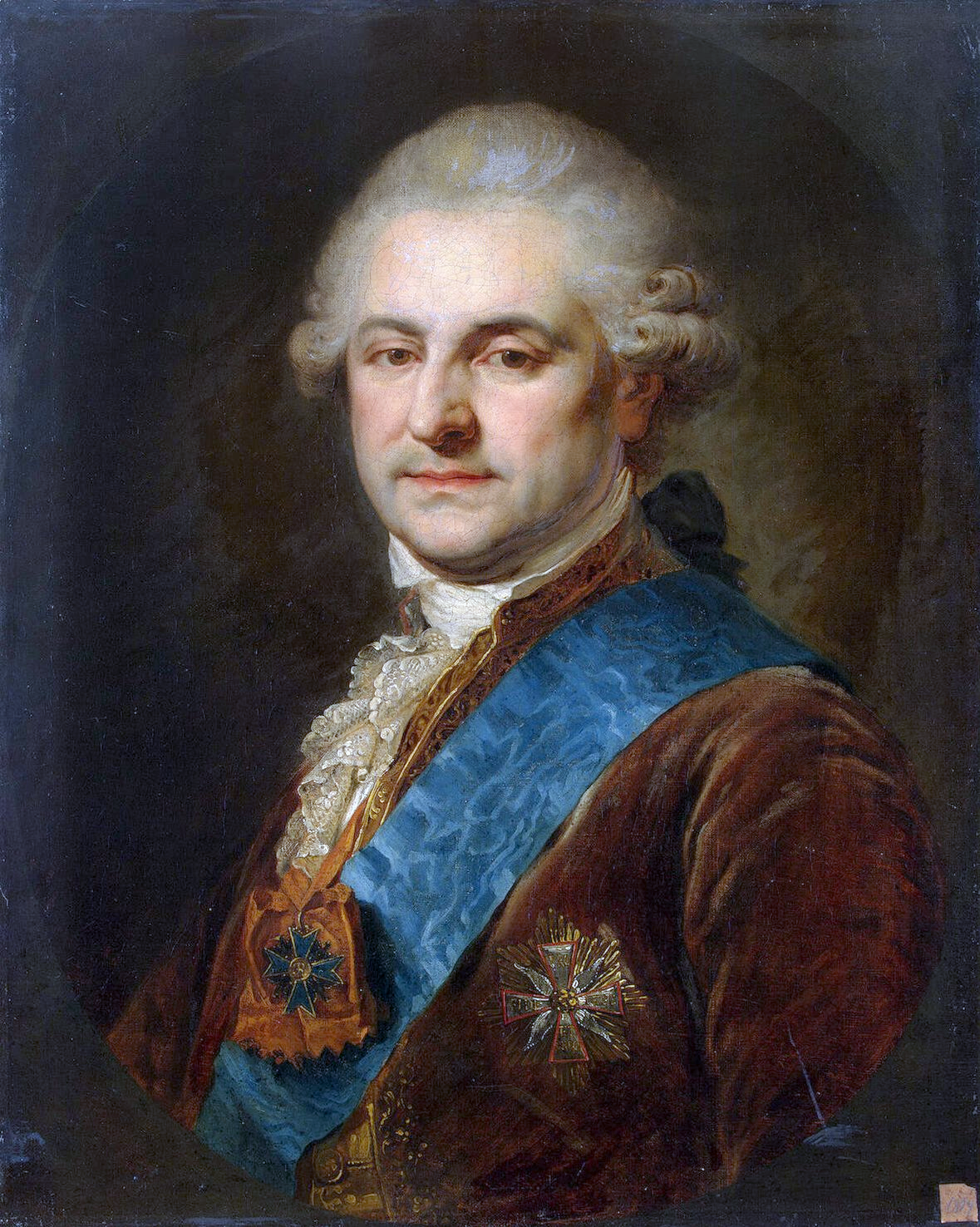
الملك ستانيسواف أغسطس بونياتوفسكي

يُعنى تاريخ الكومنولث البولندي-الليتواني (1764-1795) بالعقود الأخيرة من وجود الكومنولث البولندي الليتواني. الفترة التي استمرت خلالها الدولة المتدهورة بإصلاحات واسعة النطاق وخضعت لثلاثة تقسيمات من قبل القوى المجاورة، تزامنت هذه الفترة مع انتخاب وحُكم آخر ملك فدرالي، وهو ستانيسواف أغسطس بونياتوفسكي.
حاول الكومنولث إجراء إصلاحات داخلية أساسية خلال الجزء الأخير من القرن الثامن عشر. حرّض نشاط الإصلاح هذا رد فعل عدائي وفي النهاية رد فعل عسكري من الدول المحيطة. جلب النصف الثاني من القرن تحسنًا اقتصاديًا ونموًا كبيرًا للسكان. حلت مدينة وارسو، العاصمة الأكثر كثافة سكانية، مكان دانزيج (غدانسك) بمثابة مركز تجاري رائد، وكان دور الطبقات الحضرية المزدهرة يتزايد. تميزت العقود الأخيرة من وجود الكومنولث المستقل بحركات إصلاح مكثفة وتقدم بعيد المدى في مجالات التعليم والحياة الفكرية والفنون والعلوم ولاسيما تطور النظام الاجتماعي والسياسي في نهاية هذه الفترة.
نتج عن الانتخابات الملكية عام 1764 ارتقاء ستانيساو أوغست بونياتوفسكي، وهو أرستقراطي دنيوي متمدّن مرتبط بمجموعة ذات سلطة كبيرة، ولكن اختارته وفرضته الإمبراطورة كاثرين الثانية لروسيا متوقعةً أن يكون بونياتوفسكي من أتباعها المطيعين. وبناءً على ذلك، قضى الملك فترة حكمه الممزقة بين رغبته في تنفيذ الإصلاحات اللازمة لإنقاذ الدولة والضرورة المتوقعة لبقائه في علاقة التابع مع رعاته الروس. كانت كونفدرالية بار (أو اتحاد بار) في عام 1768 تمردًا للشلاختا (طبقة النبلاء) ضد روسيا والملك البولندي، قاتلوا من أجل الحفاظ على استقلال بولندا ودعمًا لقضايا سزلاختا التقليلدية. سُيطر عليها، ثم تلاها في عام 1772 التقسيم الأول للكومنولث، وهو تعدي دائم على مقاطعات الكومنولث الخارجية من قبل الإمبراطورية الروسية ومملكة بروسيا وهابسبورغ النمسا. وافق مجلس النواب البولندي-الليتواني تحت الضغط على التقسيم المفروض بمثابة أمر واقع. في العام 1773، أنشأ مجلس النواب لجنة التعليم الوطني، وهي هيئة رائدة في التعليم الحكومي في أوروبا.
يُعرف مجلس النواب طويل الأمد والمجموع من قبل ستانيسواف في أغسطس عام 1788 باسم «المجلس الكبير» أو «مجلس النواب ذو الأربع سنوات». كان الإنجاز التاريخي الذي حققه المجلس هو إقرار دستور 3 مايو، وهو أول بيان رسمي منفرد في أوروبا الحديثة للقانون الأعلى للدولة. سرعان ما أثارت الوثيقة الإصلاحية المعتدلة، والتي اتهمها المنتقدون المتعاطفون مع الثورة الفرنسية بكونها معارضةً قوية من دوائر المُحافِظة العليا للنبلاء في الكومنولث وكاثرين الثانية لمنع حدوث نهضة لكومنولث قوي. طلب اتحاد تارغويكا النبيل المساعدة من الإمبراطورة، وفي مايو 1792 دخل الجيش الروسي إلى أراضي الكومنولث. انتهت الحرب الدفاعية التي خاضتها قوات الكومنولث عندما استسلم الملك بانضمامه إلى اتحاد تارغويكا مقتنعًا بعدم جدوى المقاومة. سيطرت الكونفدرالية على الحكومة ولكن روسيا وبروسيا في عام 1793 رتبتا ونفذتا التقسيم الثاني للكومنولث والذي ترك البلاد بمساحة قليلة للغاية وأصبح غير قادر عمليًا على وجوده المستقل.
ترأس الملك ستانيسواف أغسطس بونياتوفسكي عن غير قصد حل رابطة الكومنولث البولندية الليتوانية.
كان الردايكاليون في المنطقة التي بقيت ضمن الكومنولث اسميًا وفي المنفى، يعملون سريعًا على تحضيرات للتمرد الوطني. اختير تاديوس كوسيوسكو كزعيم لهذا التمرد. جاء الجنرال الشعبي من الخارج وأعلن ثورة وطنية تحت قيادته في 24 مارس 1794 في كراكوف. حرر كوسيوسكو وضم إلى جيشه العديد من الفلاحين، لكن التمرد الشديد والمدعوم بقوة أيضًا من الجماهير الشعبية الحضرية أثبت أنه غير قادر على إيجاد التعاون والمساعدة الأجنبية الضروريين له. انتهى التمرد بالقمع من قوات روسيا وبروسيا مع القبض على وارسو في نوفمبر. استُولي على التقسيم الثالث والأخير للكومنولث مرة أخرى من قوى التقسيم الثلاث، وفي عام 1795 لم يعد الكومنولث البولندي-الليتواني موجودًا فعليًا.

## التحولات الاقتصادية وبدايات تطور الرأسمالية

### تنشيط الاقتصاد والعبودية والإيجار الزراعي والعمالة المستأجرة

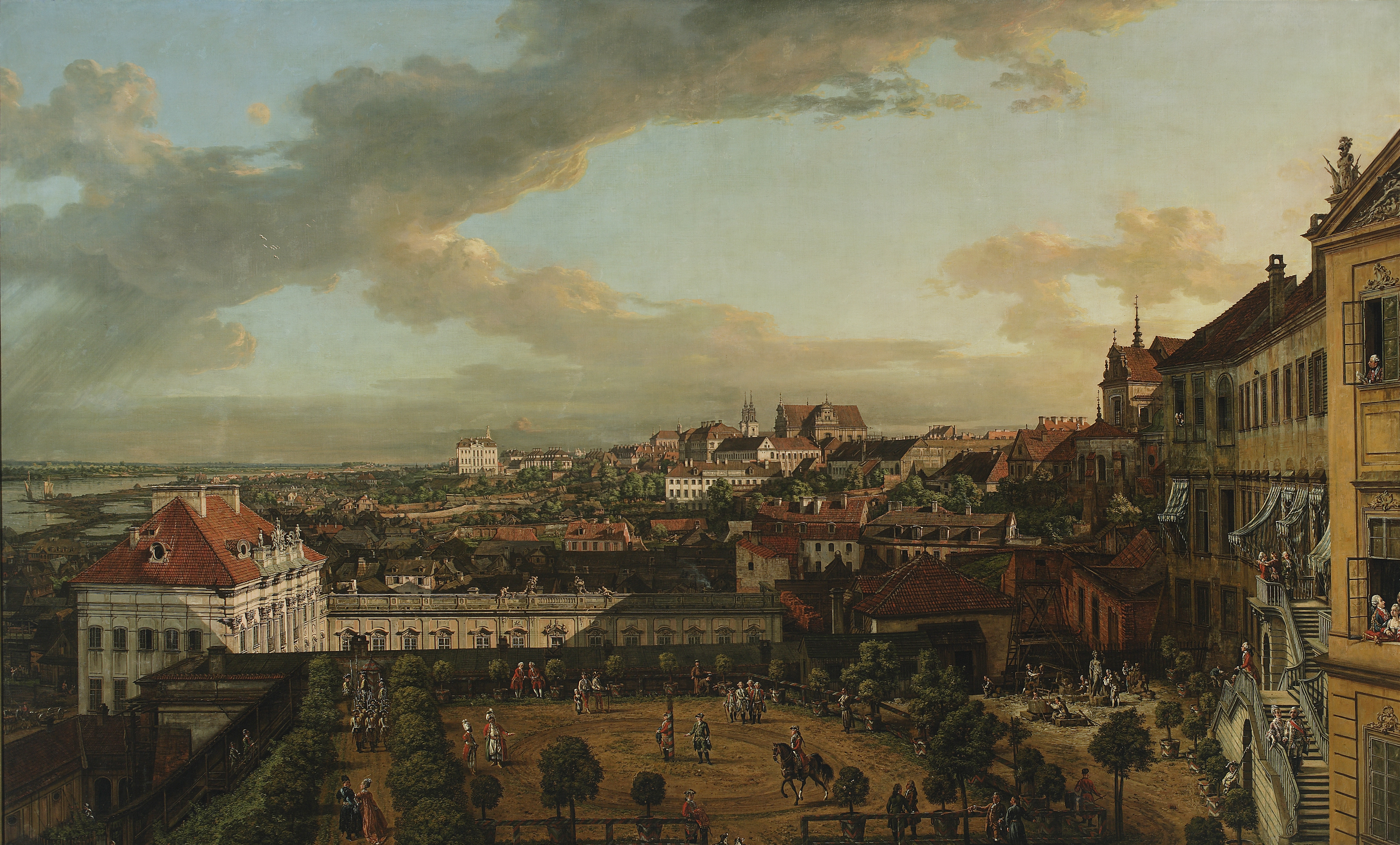
لوحة لمدينة وارسو تعود لعام 1773 كما تظهر للرائي من القصر الملكي بريشة بيرناردو بيلوتو.

بدايةً، وخاصةً في النصف الثاني من القرن الثامن عشر، شهد الكومنولث البولندي الليتواني تحولات اقتصادية بلغت ذروتها في تشكيل نظام رأسمالي بعد قرن. كانت بلدان أوروبا الغربية الأكثر تقدمًا مصدرًا لمثال عن التقدم الاقتصادي وصاغت أيديولوجية التنوير التي وفرت الأسس النظرية للتعهدات البولندية. زادت التنمية الصناعية والنمو السكاني والحرب المتكررة في الغرب من الطلب على المنتجات الزراعية مؤديةً إلى تحسن حالة السوق بالنسبة للكومنولث المهيمن على الزراعة: منذ ستينيات القرن الثامن عشر استمرت أسعار المنتجات الزراعية والغابات المستوردة من الشرق بالازدياد. وصلت صادرات الحبوب في الكومنولث مرة أخرى إلى مستويات مرتفعة في أوائل القرن السابع عشر. كان السوق الداخلي للمنتجات يُحرز تقدمًا تدريجيًا أيضًا، وبسبب زيادة عدد سكان المدن وهجر سكان المدن لسوق العمل الزراعي والذي انضم إليه الكثير منهم في أوقات الشدة الاقتصادية. تمكن المنتجون الزراعيون مرة أخرى من استثمار مهنهم. على الرغم من هذه الظروف الجيدة، فإنّ درجة التغير الاقتصادي وما إذا كان قد وصل إلى نقطة تحول هو موضوع جدلي. بدأ الكومنولث من مستوى منخفض من النشاط الاقتصادي في أوائل القرن الثامن عشر وبقي معدل نموه أقل من نصف مثيله في البلدان المتقدمة جدًا مثل إنجلترا أو فرنسا. لذلك بقي التخلف الاقتصادي النسبي أحد الأسباب الكامنة وراء الضعف السياسي والعسكري للدولة.
كان الاقتصاد الزراعي والعلاقات الاجتماعية الزراعية يتغيران ببطء بسبب المقاومة المُحافظة للتغيرات، على الرغم من توفر العديد من كتب المساعدة الذاتية. أصبحت زراعة البطاطا أكثر شيوعًا أولًا في سيلزيا وبوميرانيا. أُدخلت تحسينات زراعية أكثر نموذجيةً في المقاطعات الغربية من الكومنولث وبولندا الكبرى وبومريليا (عدانسك بوميرانيا)، لكن إجمالي محاصيل الحبوب لم يصل وقتها إلى إنتاجية اقتصاد عصر النهضة.
أصبح الخبراء في الشؤون العامة من سياسيين واقتصاديين تنويريين منشغلين بتشجيع تغيير جوهري للجوانب الاجتماعية للإنتاج الزراعي، وبشكل خاص العبودية وضرورة إصلاحها. كانت عدم كفاية الإنتاجية وجودة الإنتاج لشركات فولوارك تُجبر عمّال سزلاشتا بشكل متزايد على استبدال أو دعم عمل العبيد المثقل الأعباء بالقوة العاملة الزراعية المستأجرة وإيجار الأراضي الزراعية.
ازداد الطلب على العمال الزراعيين السائبين أو غير المربوطين بأحكام في أوقات نقص اليد العاملة. قدّم الإيجار الإقطاعي للفلاحين المغامرين المزيد من الاستقلالية والقدرة على المضي قدمًا إذ كانت الأجور معقولة. كانت هذه الترتيبات البديلة في عدد قليلٍ من الأراضي المزروعة، وغالبًا في المقاطعات الغربية للكومنولث. بقيت العبودية القمعية الشكل السائد للإنتاج الزراعي في جميع أنحاء بولندا وليتوانيا.

### الصناعة التحويلية والتجارة
حُدِّد مستوى الرفاه الاقتصادي في الكومنولث بشكل كبير عبر الإنتاج الزراعي. ولكن بالنسبة للتحول الجوهري الذي شهدته البلاد في النصف الثاني من القرن الثامن عشر، كانت التغييرات التي تحدث في المدن وداخل المجال الصناعي ذات أهمية حاسمة. في البداية كانت الصناعات التحويلية والحرفية متخلّفة بالمقارنة مع بروسيا والنمسا وروسيا. كانت الجهود العاجلة لإغلاق فجوة التصنيع والتأخير لنصف قرن، والتي حدثت خصوصًا خلال العقود الثلاثة الأخيرة من وجود الكومنولث، ناجحة بشكل جزئي فقط.
تكثّفت عملية التصنيع، والتي بدأها الأباطرة (أو الأغنياء) ملّاك الأراضي في النصف الأول من القرن الثامن عشر، خلال النصف الثاني عندما أصبحت ريادة الأعمال الحضرية عنصرًا مهمًا. كانت قيادة الملك ستانيسواف أغسطس بونياتوفسكي من السنوات الأولى لحكمه مُهمِّة لتطوير التصنيع والتعدين والتمويل الصناعي. حدث تطوير ورش الإنتاج بشكل كبير في مدن بولندا الكبرى وفي دانزيج وبومريليا ووارسو وكراكوف وبعض العقارات الجاذبة في الشرق. من بين الصناعات الثقيلة أصبح إنتاج الحديد ومعالجته الأكثر أهمية ولاسيما في المنطقة الصناعية البولندية القديمة. جلب النصف الثاني من القرن الثامن عشر أيضًا الصناعات الثقيلة (علم الفلزّات أو الميتالورجيا والتعدين) إلى المنطقة الحدودية في سيلزيا العليا.